# 楔叶糙苏
楔叶糙苏（学名：Phlomis cuneata）为唇形科糙苏属下的一个种。